# Salvador Hidalgo
Salvador Hidalgo Oliva (Leningrado, 27 dicembre 1985) è un pallavolista cubano, schiacciatore dell'Olympiakos.

## Carriera

### Club
Nato in Russia e cresciuto a Cuba, la carriera di Salvador Hidalgo inizia nei tornei amatoriali dell'isola caraibica. Dal 2005 osserva due annate di inattività per poter lasciare legalmente Cuba e giocare all'estero, approdando così in Germania, dove nella stagione 2007-08 firma il suo primo contratto professionistico con il Netzhoppers, in 1. Bundesliga, dove gioca per un biennio; nel 2009 fa inoltre un'esperienza in Libano, dove conquista lo scudetto col Bouchrieh.
Nel campionato 2009-10 si accasa allo Charlottenburg: gioca col club berlinese per due annate, raggiungendo la Final 4 nella Challenge Cup 2009-10, dove viene premiato come miglior realizzatore, con nel mezzo un'esperienza in Qatar, partecipando prima alle coppe domestiche con il Police e poi al campionato asiatico per club, dove viene insignito del premio come miglior servizio, con l'Al-Arabi.
Nella stagione 2011-12 difende invece i colori del Galatasaray, nella Voleybol 1. Ligi turca, facendo ritorno all'Al-Arabi per il campionato asiatico per club 2012, laureandosi campione continentale e venendo premiato come MVP e miglior servizio del torneo. Nella stagione seguente emigra nella Chinese Volleyball League per giocare nel Beijing, vincendo lo scudetto.
Gioca quindi in Russia nel campionato 2013-14, partecipando alla Superliga con il Samotlor, facendo poi ritorno in Qatar nel campionato seguente per giocare nella Qatar Volleyball League con l'Al-Rayyan, che lascia poco prima del finale dell'annata per approdare in Arabia Saudita all'Al-Nassr.
Dopo un'annata in Cina col Tianjin e una nuova esperienza con un club saudita, l'Al-Ahli, nella stagione 2016-17 viene ingaggiato dallo Jastrzębski Węgiel, nella Polska Liga Siatkówki: resta legato a questa compagine fino a metà dell'annata 2018-19, quando si trasferisce al Fenerbahçe, in Efeler Ligi, conquistando uno scudetto, una Coppa di Turchia e una Supercoppa turca, venendo premiato in tutte e tre le competizioni come miglior giocatore.
Nel campionato 2022-23 approda in Grecia per difendere i colori dell'Olympiakos, impegnato in Volley League, con cui si aggiudica una Challenge Cup, due scudetti, impreziositi entrambi dal riconoscimento come miglior schiacciatore, e una coppa nazionale.

## Palmarès

### Club
- Campionato libanese maschile: 1

2009
- Campionato cinese: 2

2012-13
- Campionato turco: 1

2018-19
- Campionato greco: 2

2022-23, 2023-24
- Coppa di Turchia: 1

2018-19
- Coppa di Grecia: 1

2023-24
- Supercoppa turca: 1

2020
- Campionato asiatico per club: 1

2010
- Challenge Cup: 1

2022-23

### Premi individuali
- 2010 - Challenge Cup: Miglior realizzatore
- 2010 - Campionato asiatico per club: Miglior servizio
- 2012 - Campionato asiatico per club: MVP
- 2012 - Campionato asiatico per club: Miglior servizio
- 2013 - Chinese Volleyball League: MVP
- 2013 - Chinese Volleyball League: Miglior schiacciatore
- 2019 - Coppa di Turchia: MVP
- 2019 - Efeler Ligi: MVP
- 2020 - Supercoppa turca: MVP
- 2023 - Volley League: Miglior schiacciatore
- 2024 - Volley League: Miglior schiacciatore